# Адамсон, Роберт
Роберт Адамсон (англ. Robert Adamson; 1821—1848) — шотландский фотограф, который совместно с Дэвидом Октавиусом Хиллом на протяжении пяти лет, начиная с 1843 года сделал более 2500 калотипий, в основном портретов. Их сотрудничество считают одним самых продуктивных партнерств в истории фотографии.

## Биография
Роберт Адамсон родился 26 апреля 1821 года в Шотландии в деревне Бернсайд. Он был одним из десяти детей фермеров Александра Адамсона и Рэйчел Мелвилл. Роберт был болезненным и замкнутым ребёнком. С юности у него развились способности к точным наукам и механике. Он любил конструировать и даже на один или два года стал учеником слесаря-ремонтника, но его слабое здоровье не позволяло ему продолжать работу в этом направлении. В 1841 году его старший брат от своего коллеги Дэвида Брюстера научился калотипической фотографии. В 1842 году он обучил этому процессу Роберта. Братья начали интенсивные фотографических эксперименты, и к началу 1843 года Роберт Адамсон решил стать профессиональным фотографом. Сотрудничество с Дэвидом Хиллом зародилось в мае 1843 года.

## Карьера
Адамсон мечтал стать инженером, но из-за плохого здоровья нужно было выбрать что-нибудь другое. Выбор пал на фотографию. Калотипии Роберта начали учить его брат Джон и физик Дэвид Брюстер из Университета Сент-Эндрюс с конца 1830-х годов. И уже в апреле 1839 года талант Адамсона был очевиден, и Фокс Талбот, изобретатель калотипии, называл его работы «Рембрандтиш».
Джон — брат Роберта, врач общей практики, преподаватель и куратор Университетского музея, основал калотипию в Шотландии в 1841 году.
Молодой химик, Адамсон, открыл свою фотостудию в Calton Hill Stairs в Эдинбурге, 10 мая 1843 года.
В июне Дэвид Брюстер рекомендовал Адамсона Дэвиду Октавиусу Хиллу (1802—1870), художнику романтических шотландских пейзажей. Дэвид Хилл хотел в 1843 году сделать групповой портрет 470 священнослужителей, основавших Свободную церковь Шотландии. Хилл планировал сделать фотографические портреты основателей исключительно в качестве справочного материала. Эта работа, однако, не была завершена до 1866 года, спустя много времени после его смерти.
Первая студия, специализирующаяся на калотипии в Эдинбурге, студийная практика Адамсона была «секретной». Хиллу требовались калотипии, с которых он писал. Выдающиеся люди приезжали из многих областей, чтобы сфотографироваться. Таким образом, в течение нескольких лет Хилл и Адамсон покорили Шотландию. Вместе они сделали около 2500 портретов, и многочисленные виды Эдинбурга между 1843 и 1848 годами, выставленные в 1844, 1845 и 1846 годах.
После того, как Хилл и Адамсон решили опубликовать свои работы, в 1844 году они приобрели специализированную камеру, но их планы по выпуску альбомов, не получили поддержки. Их изображения в мягких красновато — коричневых тонах включали местные пейзажи и пейзажи Файфа. Они сделали несколько революционных фотографий солдат в бою, а также известную фотографию — двух священников, идущих рядом.
Помимо великих и знаменитых людей, Хилл и Адамсон фотографировали обычных людей, особенно рыбаков Ньюхейвена и их жён. Их серия социальных документальных фильмов о рыбацких семьях Ньюхейвена, в которых рассказывалось об условиях жизни и отношениях в обществе, должна была стать самой заметной работой партнёров..
К середине 1847 года студия прекратила производство из-за плохого состояния здоровья Адамсона. Думая восстановить силы в кругу семьи, Адамсон вернулся в Сент-Эндрюс. Умер 14 января 1848 года в возрасте 26 лет.
В 1851 году работы Hill & Adamson’s появились на Всемирной выставке (1851). Хилл вернулся к живописи. И только в 1872 году работы Hill & Adamson’s были открыты заново.